# Asterina emciciana
Asterina emciciana är en svampart som beskrevs av Hosag., P.J. Robin & Archana 2009. Asterina emciciana ingår i släktet Asterina och familjen Asterinaceae.   Inga underarter finns listade i Catalogue of Life.